# Gai Publici Bíbul
Gai Publici Bíbul (en llatí Caius Publicius Bibulus) va ser tribú de la plebs el 209 aC. Formava part de la gens Publícia, una família romana d'origen plebeu. Portava el cognomen de Bíbul.
Es va destacar per la seva hostilitat contra Marc Claudi Marcel III, que va provar de destituir del seu imperium, però Marcel va replicar a les acusacions amb tanta habilitat que no només es va rebutjar la proposta de Bíbul que volia retirar-li el mandat, sinó que a més va ser escollit cònsol l'endemà.